# Darryl Hickie
Pour les articles homonymes, voir Hickie.
Darryl Hickie (né en 1964) est un homme politique provincial canadien de la Saskatchewan. Il représente la circonscription de Prince Albert Carlton à titre de député du Parti saskatchewanais de 2007 à sa démission en 2015.

## Biographie
Né à Winnipeg au Manitoba, Hickie naît dans une famille de militaire et aménage à Prince Albert en Saskatchewan en 1975. Il travaille d'abord comme officier correctionnel au Centre pénitentiaire de la Saskatchewan et ensuite comme policier pour le Service policier de Prince Albert.
Élu en 2007, il entre au cabinet du premier ministre Brad Wall à titre de ministre des Services correctionnels, de la Sécurité publique et des Services policiers en novembre 2007. Il démissionne en mars 2015.